# Incendio en Daca de 2012
El Incendio en Daca de 2012 se inició el 24 de noviembre de 2012, en la fábrica de moda Tazreen en el distrito de Ashulia en las afueras de Daca, Bangladés. Al menos 117 personas murieron en el fuego, y 200 resultaron heridas, lo que es el incendio más mortífero de la fábrica en la historia de la nación.

## Incendio
El fuego, presuntamente causado por un cortocircuito, se inició en la planta baja de la fábrica de nueve pisos, atrapando a los trabajadores que se encontraban dentro. Debido a la gran cantidad de tejidos e hilados en la fábrica, el fuego se extendió rápidamente a otras plantas, complicando las operaciones de extinción de incendios. El fuego ardió durante más de diecisiete horas antes que los bomberos lograran extinguirlo.
La mayoría de las víctimas fueron encontradas en el segundo piso, donde se recuperaron al menos sesenta y nueve cuerpos. Los testigos informaron de que muchos trabajadores no habían podido escapar a través de las estrechas salidas. Doce de las víctimas murieron saltando de las ventanas para escapar de las llamas, algunos de ellos murieron a causa de las heridas después de haber sido trasladados a hospitales de la zona. Otros trabajadores que habían escapado a la azotea del edificio fueron rescatados con éxito. El director de operaciones del departamento de bomberos dijo que la fábrica carecía de salidas de emergencia que permitieran a los trabajadores evacuar el edificio. De las tres escaleras del edificio, las tres llevaban a la salida a través de la planta baja, haciéndolas inservibles durante un incendio.
Una multitud de miles de familiares y curiosos se reunieron en la escena, y los soldados del ejército fueron desplegados para mantener el orden.